# Ithell Colquhoun
Ithell Colquhoun (Shillong, 9 de octubre de 1906-Lamorna, 11 de abril de 1988) fue una artista británica del movimiento surrealista.  Nació en Shillong, Assam, India. Desde los años 1930 a su muerte, su obra fue expuesta mayoritariamente en Gran Bretaña y Alemania.

## Biografía
Estudió en Londres y más tarde viajó a Francia para estudiar a los surrealistas, especialmente Salvador Dalí. Sin embargo, fue expulsada del grupo surrealista londinense por no dar su apoyo incondicional a E. L. T. Mesens en 1940.
Principalmente conocida por sus pinturas, Colquhoun creó nuevas técnicas surrealistas, además de ser escritora y poetisa.
Murió el 11 de abril de 1988 en Cornualles, donde vivió la mayor parte de su vida.